# Zona de control

Ejemplo de zona de control: los seis exágonos azules que circundal al hexágono centrál (0303) conforman su zona de control

En los juegos de mesa de tema bélico se denomina zona de control, o abreviadamente ZOC (del inglés zone of control), al área alrededor de una unidad que es afectada por la presencia de ésta.
El espacio afectado por una zona de control representa la parte del mapa sobre la que una unidad tiene influencia directa a causa del alcance de sus armas y, en su caso, de la distancia a la que pueden desplegar sus subunidades.
En función de lo que el diseño del juego trate de representar, la zona de control de una unidad puede quedar restringida por características del terreno como ríos o montañas, por la presencia de unidades enemigas o incluso por las propias zonas de control de unidades rivales.

## Efectos
Los efectos de una zona de control pueden ser muy variados, incluidos uno o más de los siguientes:
- Alterar la capacidad de movimiento de las unidades enemigas, bien sea ralentizando sus desplazamientos, deteniendo su avance o impidiendo su retirada.
- Afectar a la capacidad de dispáro, o a cualquier otro factor de combate de las unidades enemigas.
- Destruyendo directamente unidades bloqueadas o sin capacidad de huida.
- Obligando a determinadas acciones a las unidades propias o ajenas, como puede ser la obligatoriedad de efectuar ataques a las mismas, sea en el turno en curso o en turnos posteriores.
- Afectando a la capacidad de abastecimiento de las unidades, en aquellos casos en los que el reglamento del juego incluya elementos de tipo logístico.
- Revelando la posición de unidades enemigas, en los casos en que el reglamento del juego implemente la niebla de guerra.
- Afectando a la psicología de las unidades enemigas, en los casos en que el juego tome en consideración dicho factor.